# Алфемен
Алфеме́н (Алтемен, др.-греч. Ἀλθημένες или Ἀλθαιμένες) — в древнегреческой мифологии сын критского царя Катрея.
Оракул предсказал Катрею гибель от руки сына. Ужаснувшись, Алфемен покинул Крит с сестрой Апемосиной и высадился на Родосе, назвав место высадки Критинией. Соорудил алтарь Зевсу Атабирию. Поселился в Камире.
Убил свою сестру, не поверив, что её полюбил Гермес.
Много лет спустя Катрей в поисках сына, наследника трона, вместе со своими спутниками высадился ночью на Родосе. Местные жители ошибочно приняли пришельцев за пиратов и атаковали их. Алфемен, не узнав Катрея, метнул в него дротик и убил. Потрясенный Алтемен стал молить богов о смерти, и земля расступилась и поглотила его. По другим, Алфемен умер от скорби.
По другой версии, поселившийся на Родосе Алфемен был спартанцем и жил много позже, потомок Гераклидов.
По третьей версии, Алфемен был аргосцем. Сын Кисса. После троянской войны с дорийцами основал 10 городов на Крите. Отказался присоединиться к Поллиду и Дельфу или к афинянам и поселился на Родосе.
Расхождение в версиях связано с различными представлениями о времени дорийской колонизации Родоса.